# Gerald Lathbury
Gerald Lathbury, né le 14 juillet 1906 à Murree en Inde et mort le 16 mars 1978 à Stratfield Mortimer, est un homme politique et militaire britannique qui fut gouverneur de Gibraltar d'août 1965 à mars 1969.